# Aaron Boone
Aaron John Boone (La Mesa, 9 de marzo de 1973) es un exjugador de béisbol profesional, difusor y actual mánager de los New York Yankees de las Grandes Ligas de Béisbol. Él es hijo de Bob Boone, nieto de Ray Boone y el hermano de Bret Boone.
Boone fue un All-Star en 2003 donde conectó un jonrón . De 2010 a 2017, trabajo para ESPN como analista de juego y comentarista. En diciembre de 2017, los New York Yankees lo contrataron para convertirse en el gerente número 33 en la historia de la franquicia.

## Trayectoria

### Cincinnati Reds
Los Rojos de Cincinnati lo seleccionaron en la tercera ronda del draft de 1994 de la Grandes Ligas de Béisbol. Hizo su debut en Grandes Ligas en junio de 1997, y fue expulsado del juego luego de ser llamado a su casa. En el último día de la temporada de 1998, los Rojos comenzaron el único juego de Grandes Ligas de Béisbol compuesto por dos grupos de hermanos: en primera base Stephen Larkin , el segunda base Bret Boone , en el campocorto Barry Larkin y en la tercera base Aaron Boone.
El 22 de septiembre de 2002, bateó el último jonrón en el Riverfront Stadium en la octava entrada, un jonrón solitario frente a Dan Plesac . Boone conectó 26 jonrones en la temporada de 2002, jugando en los 162 juegos. Los Cincinnati Reds nombraron a Boone como el premio al jugador más valioso de su equipo.

### New York Yankees
Los Yankees de Nueva York adquirieron a Boone de los Rojos de Cincinnati a cambio de Brandon Claussen , Charlie Manning , se hizo efectivo el 31 de julio de 2003. En 54 juegos después del canje, bateó para .254 con un OPS de .720, seis jonrones y 31 carreras impulsadas.
Durante el Juego 7 de la Serie de Campeonato de la Liga Americana de 2003, Boone bateó un jonrón en la undécima entrada, fuera del Tim Wakefield, que le dio a los New York Yankees una victoria de 6–5 sobre los Boston Red Sox. Durante un tiempo después, los fanáticos de los Medias Rojas llamaron a Boone "Aaron Fucking Boone".
En enero de 2004, Boone se desgarró el ligamento cruzado anterior de la rodilla izquierda durante un juego de baloncesto. El juego violó el contrato estándar de los jugadores de Grandes Ligas de Béisbol, que prohíbe participar en el baloncesto, el esquí y el surf durante la temporada baja. Los New York Yankees inmediatamente insinuaron que rescindirían su contrato. Poco después de contratar a Álex Rodríguez para jugar la tercera base, los New York Yankees despidieron a Boone el 27 de febrero de 2004.

### Indios de Cleveland
Firmó un contrato de dos años con los Indios de Cleveland en junio de 2004. Obtuvo 600,000 dólares para 2004, 3 millones de dólares para la temporada 2005 y una opción de club para la temporada 2006 valuada en 4.5 millones de dólares. Después de perderse toda la temporada 2004, jugó 154 juegos en 2005. Bateó .243 con 16 jonrones y 60 carreras impulsadas. Los indios ejercieron una opción en el contrato de Boone para la temporada 2006. En su segunda temporada con cleveland, bateó para .251 con siete jonrones

### Miami Marlins
El 29 de diciembre de 2006, Boone firmó un contrato de un año con los Miami Marlins por un valor de 925,000 dólares. Bateó .286 en 69 juegos para los Marlins en la Temporada 2007 de las Grandes Ligas de Béisbol.

### Nacionales de Washington
El 6 de diciembre de 2007, Boone firmó un contrato de $ 1,000,000 dólares por un año con los Washington Nationals.

### Astros de Houston
El 18 de diciembre de 2008, Boone firmó un contrato por un año de 750,000 de dólares más incentivos, con los Astros de Houston.
En marzo de 2009, Boone se sometió a una cirugía a corazón abierto para reemplazar una válvula aórtica bicúspide, una condición de la que era consciente desde la infancia, pero que las pruebas de rutina indicaron que había empeorado recientemente. Boone dijo que los médicos le dijeron que podía jugar béisbol cuando se recupera, pero no estaba seguro de si elegiría hacerlo. Boone regresó al béisbol el 10 de agosto, cuando comenzó su rehabilitación con Corpus Christi Hooks, el afiliado de ligas menores de los Astros. Jugó cinco entradas. Boone declaró después del juego que su objetivo era regresar a las ligas mayores el 1 de septiembre, fecha en que se expanden las listas de las grandes ligas. Boone se activó el 1 de septiembre y se agregó a la lista ampliada de los Astros de Houston. El 2 de septiembre, Boone hizo su debut en la temporada, jugando en primera base y fue de 0-3. El 16 de septiembre, Boone declaró que estaba inclinado hacia la jubilación, y el 4 de octubre jugó su último partido.

## Vida privada
Boone es el hijo del ex-receptor y gerente Bob Boone , el hermano de All Star y ganador de cuatro guantes de oro, Bret Boone , el hermano del exjugador de ligas menores de los Rojos de Cincinnati, Matt Boone y nieto del exjugador de las ligas mayores Ray Boone. Es descendiente del pionero Daniel Boone. De niños, Aaron y Bret pasaron un tiempo en la casa club de los Phillies de Philadelphia.
La esposa de Boone, Laura Cover, era una Playboy (Miss octubre de 1998). Boone vive en Scottsdale, Arizona. Boone y Cover tienen cuatro hijos; Dos hijos biológicos y dos adoptados.